# Eik Banki

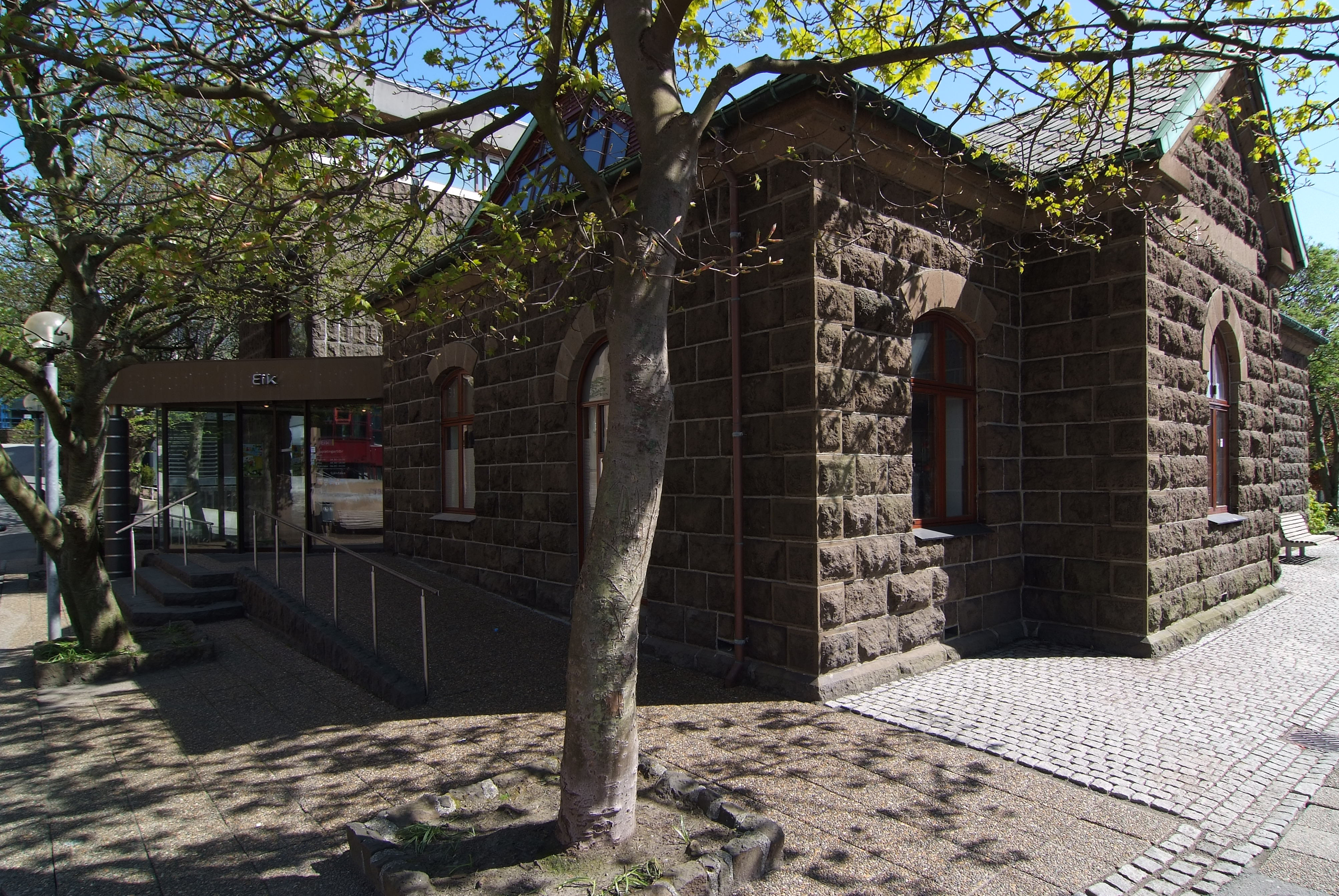
Eik bankfiók Tórshavnban

Az Eik Banki Feröer két nagy, teljes körű szolgáltatást nyújtó bankjának egyike. Központja Tórshavnban található. 17 fiókja van a szigetcsoporton, egy leányvállalata Koppenhágában (Eik Bank Danmark A/S), valamint tulajdonosa a P/F Inni ingatlanügynökségnek is.

## Történelem
Az Eik Banki Feröer legrégebbi bankja: története 1832-ig nyúlik vissza. 2006. december 19-éig Føroya Sparikassi (Feröeri Takarékpénztár) néven működött.
2007-ben felvásárolta Dánia legnagyobb internetes bankja, a SkandiaBanken AB dániai, valamint a Kaupthing Bank feröeri részlegét. 2007. július 11-től indult el az Eik Banki P/F részvényeinek jegyzése az izlandi és a koppenhágai tőzsdén.
2010. október 1-jén az Eik Bank Danmarkot felvásárolta a dán állami pénzügyi stabilitási társaság, miután nem tudott a megadott határidőre megfelelni a dán pénzügyi felügyelet által szabott tőkeemelési kötelezettségnek.